# آرامگاه آصف‌خان
آرامگاه آصف خان (اردو: مقبره آصف خان) آرامگاه یادمانی از قرن هفدهم است که در باغ شهدارا، در شهر لاهور، پنجاب واقع شده‌است. این بنا برای دولتمرد امپراتوری گورکانی هند میرزا حسن آصف‌خان، با عنوان آصف خان ساخته شده‌است. آصف خان برادر نورجهان و برادر داماد امپراتور مغول جهانگیرشاه بود. مقبره آصف خان در مجاورت آرامگاه جهانگیر و در نزدیکی مقبره نور جهان واقع شده‌است. آرامگاه آصف خان در یک سبک معماری آسیای مرکزی، و معماری پارسی به سبک چارباغ ساخته شده بود.

## زمینه

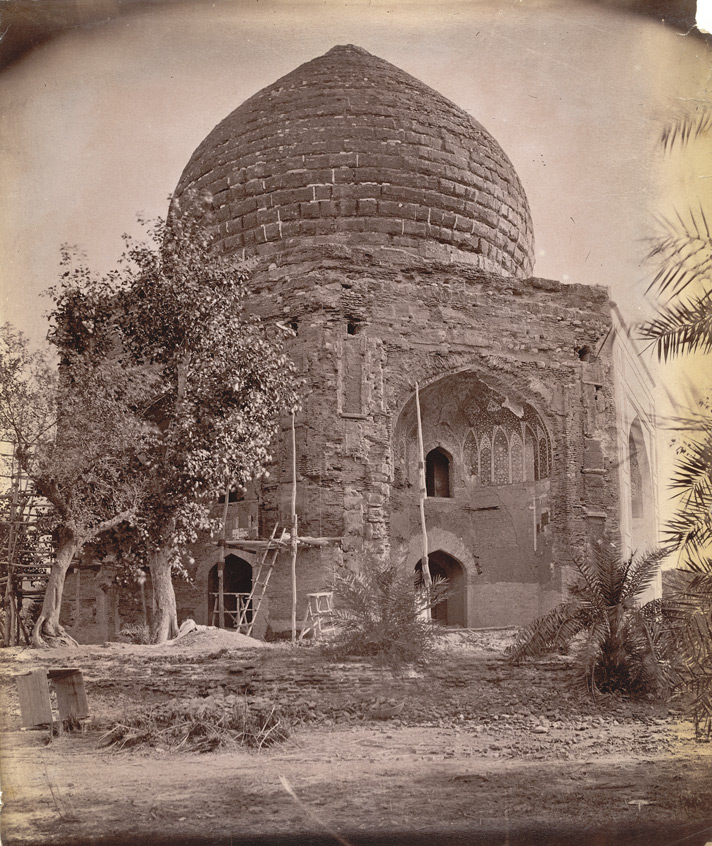
عکس تاریخی مقبره، گرفته شده در سال ۱۸۸۰

آصف خان برادر امپراتور نور جهان و پدر ارجمند بانو بیگوم بود که به اسم ممتاز محل وصیت نامه شاه جهان شناخته می‌شد. در سال ۱۶۳۶، وی به عنوان خان و فرمانده کل ارتقاء یافت و یک سال بعد فرماندار لاهور شد. آصف خان در ۱۲ ژوئن ۱۶۴۱ در نبرد با نیروهای شورشی رجا جگات سینگ درگذشت؛ و مقرر گردید که مقبره وی در مجتمع آرامگاه شهدآرا باغ در لاهور توسط شاه جهان ساخته شود.

## تاریخ
امپراتور شاه جهان پس از درگذشت خان در سال ۱۶۴۱، آرامگاه را ساخت. به گفته عبدالحمید لاهوری، نویسنده پادشاهنامه، این آرامگاه به مدت ۴ سال تا سال ۱۶۴۵ با هزینه ۳۰۰۰۰۰ روپیه در دست ساخت بود. این مقبره به‌طور مستقیم در غرب مقبره جهانگیر ساخته شده‌است و یک محور با مقبره جهانگیر تشکیل شده‌است که توسط اکبری سارای قطع شده‌است.
در زمان حکومت امپراتوری سیک مقبره به شدت آسیب دیده‌است. گفته می‌شود که اولین قوانین سیک لاهور، گجار سینگ، لاها سینگ و سابا سینگ به مقبره آسیب رسانده‌اند و انجیر معابد بزرگی را در کنار حرم کاشته‌اند که مانع دیدن نمای آن می‌شود. درختان در دوره استعمار انگلیس برداشته شدند.

## طرح
مقبره با طرحی هشت ضلعی کاملاً از آجر ساخته شده‌است و در مرکز یک چهار ضلع بزرگ قرار دارد که از هر طرف ۳۰۰ متر فاصله دارد. مقبره روی یک سازه کبوترخانه‌مانند قرار دارد که ۳ فوت و ۹ اینچ نسبت به باغ بالاتر از سطح قرار گرفته‌است. هر طرف هشت ضلعی ۳۸ فوت ۸ اینچ اندازه دارد.

## معماری

### نمای بیرونی
در زمان ساخت آن، مقبره به ذکر برخی از بهترین نمونه‌های هنرهای ساختمانی و صنایع دستی اشاره شده‌است. نمای بیرونی در اصل با سنگ مرمر آراسته شده‌است. کفها نیز با سنگ مرمر تزئین شده و با سنگهای قیمتی تزئین شده‌است.